# Dragoslavec Breg
Dragoslavec Breg – wieś w Chorwacji, w żupanii medzimurskiej, w gminie Gornji Mihaljevec. W 2011 roku liczyła 129 mieszkańców.